# Prúrigo nodulara
El prúrigo nodulara es una dermatosis crónica pruriginosa que se caracteriza por la aparición de nódulos cutáneos hiperqueratósicos. Estos son lesiones elevadas como ronchas duras y con costras que pican. Se trata de un síntoma de etiopatología desconocida. Hasta ahora no existe un tratamiento efectivo. Afecta principalmente a adultos mayores.
Por la picazón, el paciente se rasca tanto que sangra y se hace heridas dolorosas. Es una patología de la piel, poco frecuente, pruriginosa, de evolución crónica y por brotes, caracterizada por lesiones de aspecto nodular, múltiples o solitarias, que se ubican en las superficies extensoras de los miembros en forma diseminada. Afecta por igual a varones y mujeres.